# 宮藤官九郎のオールナイトニッポンGOLD
『宮藤官九郎のオールナイトニッポンGOLD』（くどうかんくろうのオールナイトニッポンゴールド）は、ニッポン放送で2013年10月10日から2019年3月15日まで放送されていたラジオ番組。

## 番組概要
2013年9月10日にパーソナリティになることが発表された。
なお、ラジオのレギュラーはTOKYO FMで2007年4月-2008年9月に放送されていた『カンクロード☆ヴァンダム』が終わって以来、5年ぶりで、生放送のラジオ番組はこの番組が初めて。
当初は毎週木曜日22:00からであったが、2013年10月31日の第4回をもって、木曜日でのこの番組の放送は最後となり、2013年11月5日から『ゆずのオールナイトニッポンGOLD』と入れ替わる形で火曜日の枠に移行した。それ以降は毎週火曜日22:00からの放送が続けられた。そのため、2013年10月31日、2013年11月5日と1週間のうちに2度放送があった。
2015年9月22日に週1回（毎週火曜日）の放送が終了し、10月2日から月1回放送（金曜22:00）に引き継がれた。
2014年、平成26年度日本民間放送連盟賞ラジオ生ワイド番組部門優秀賞を受賞している。
2019年3月15日をもって放送を終了することが、2019年2月1日放送の番組オープニングで明らかにされ、これによって、5年半の番組の歴史に終止符が打たれることになった。

## コーナー
宮藤官九郎の一行から始める作詞講座
この番組の1回目から行おうとしたコーナー。リスナーからは、コーナー名の通り、歌詞を一行ずつ募り、それをつなげて一つの曲を作っていくというもの。ひとつのテーマに歌詞を一行ずつ募って、それをつなげて一つの曲を作っていくもので、リスナーから毎週200通もの歌詞が寄せられる人気コーナーとなった。
この企画から出た曲は以下の通りである。
「ドラゴン気取りのティーンネイジ・ブルース」
「卒業」をテーマに募集。作曲者にYO-KING、歌唱者に勝地涼（名義は涼 the guraduater）。また、この曲の歌詞の中には、坂井真紀が、ラジオネーム・もうこはんと付けてこのコーナーに応募したり作家の朝井リョウもまたラジオネームを付けて応募していたものも含まれている。なお、この曲は3月26日から、レコチョク、iTunesなどの各種音楽配信サイト限定でリリースされた。
「下駄を鳴らしてセプテンバー」
「夏、恋愛 feat.○○」をテーマにデュエットソングを募集。作曲者に向井秀徳、歌唱者に勝地涼（名義はラブ地涼）、そしてフィーチャリングアーティストに中島美嘉を起用。この歌詞の中には小栗旬がゲストに来た際、発した言葉が採用されている。なお、この曲は10月29日から、レコチョク、iTunesなどの各種音楽配信サイト限定でリリースされた。
「お風呂はぬるめの勝次郎」
「演歌・旅烏・紅白トップバッター」とテーマに募集。今回は作曲者にクレイジーケンバンドの横山剣、歌唱者に勝地涼（名義は勝勝次郎）を迎え、曲が既に出来た状態『曲先』で歌詞を作られ、コーラスの部分はこの曲を含めた3曲のうち1行でも採用されたリスナーが参加した。なお、この曲は7月15日に『ドラゴン気取りのティーンネイジ・ブルース』、『下駄を鳴らしてセプテンバー』をカップリングとしてCDで発売する。。
「八王子慎重派〜ユーロビートは嘘つかない〜」
「80年代女性アイドル・ユーロビート」をテーマに募集。
アーティスト名は現在のところ「1986荻野目洋子」を想定している。

脚本家だよ！あんたたち！
お題として出されたシチュエーションを元にインパクトのあるセリフを考えてくるコーナー。送ってきてもらうセリフの前の流れは事前に番組内で発表される。「宮藤官九郎の一行から始める作詞講座」開催中の間は休止となる。
ざっくリクエスト
ざっくりと『こんな感じの曲が聞きたい』とリクエストをだし、それに合った曲を宮藤自ら選曲するコーナー。
ごめんね青春！有楽町
宮藤が脚本を務めたドラマ『ごめんね青春!』内で実際に出てくるラジオ番組『カバヤキ三太郎のごめんね青春!』と同じく、ごめんねしたい内容を電話で打ち明けるコーナー。尚、このコーナーで採用されると『ごめんね青春!』のグッズが貰える。
バイブス動画グランプリ
ライブのMCやパフォーマンス、ドラマの名場面や名濡れ場など思わず『バイブス』が上がる史上最強の動画を決めるコーナー。『烏丸せつこ最強説』に引き続き、煙山光紀アナウンサーが実況する。
淑女のメールから
『週刊文春』で連載している「淑女の雑誌から」を元に、淑女または自称淑女からの卑猥な話をメールで送ってもらうコーナー。「淑女の雑誌から」とは違い宮藤がひらめいた時だけ、そのメールに対してのダジャレを付ける。
宮藤官九郎のはじめての大喜利
大喜利力のない宮藤が大喜利力を付ける為に始めたコーナー。番組内で発表されたお題の答えをメールで送ってもらい、それを作家の細川によって選別され宮藤が読む。
メールを送る際、本文にはお題の答えと「宮藤官九郎」と書き、件名には「大喜利」と「本当のラジオネーム」を書く。
なお、細川にはメールアドレスで宮藤とバレないようにメールアドレスは隠した状態で選別を行ってもらう。
なりすましコーナー
10時の時報とともに始まる番組のオープニングでリスナーから送られてきた『宮藤官九郎になりすましたメール』を読むコーナー。
最近では宮藤だけでなく細川徹やゲストにも読ませるパターンが送られてきている。
それはダメだろう！
リスナーには周りにある「それはダメだろう！」と言いたくなる出来事を送ってきてもらう。
食べなログ！
未だに、ネット内でもグルメ情報が出ていないお店や、近所にあって気になってはいるが、外観が怪しくて、まだ一度も入ったことがないというお店に、宮藤自身が実際にリスナーから寄せられたお店の情報を元に、その店へと取材に向かい、そこで食事をするコーナー。リスナーからは前述の2つの条件の合うお店の詳細な情報を番組に送ってもらうが、放送で紹介されるのは、実際に宮藤自身が食事をして美味しかった場合のみ。
お母さんに代わって！→お姉さん・お母さんに代わって！
不定期コーナー。リスナーに電話につなぎ、少し話したらお母さんに代わってもらい、お母さんと長くしゃべるというもの。
お決まりとして「お母さんの寝るときの格好」が聞かれる。
涼 the guraduater(後述)のキャッチコピーが「弟になってもいいですか」に決まってからはお姉さんの募集も開始した。
しかし、リスナーからの投稿が少なく、一旦終了となったが、リスナーからの熱い要望により不定期コーナーとして残ることになった。
テレフォン二択人生相談
「お母さんに代わって」に代わる新コーナー。リスナーが、悩んでいる二択にまつわる悩みを電話で聞き、その場で宮藤が、決断する。
23時台に放送される。

### 終了したコーナー
今さら聞けないルルルル!
実は映画やドラマなどの名作を見てなく、今さら名作の事を聞けなくなった宮藤に、リスナーから、その名作の詳しい内容を寄せる。2013年11月26日の進撃の巨人回を持ってコーナー終了、全8回。
烏丸せつこ最強説！→烏丸せつこ最強説！with T→烏丸せつこ最強説！with T+TDK
宮藤自身が「最強」と称している女優の烏丸せつこを超える最強の女性芸能人を探していくため、リスナーのイチオシ女性芸能人の推薦文を送ってきてもらっていた。
最近では、映画やドラマの濡れ場の推薦文を送ってもらい、それを煙山光紀アナウンサーに実況してもらいながら鑑賞するコーナーに変わってきている。
5週勝ち抜くと「殿堂入り」として認定される。現在の殿堂入りは初代・烏丸せつこ、2代目・津川雅彦、3代目・津田寛治、4代目・マイケル・ダグラスである。
津川雅彦が2代目殿堂入りしてからはコーナータイトルに「with T」、津田寛治が3代目殿堂入りしてからはコーナータイトルに「+TDK」を付けるようになった。
マイケル・ダグラス殿堂入り後、一度仕切りを付けるということで「バイブス動画グランプリ」にバトンタッチした。

## ゲスト

### 2013年
- 10月24日…佐藤隆太･勝地涼
- 12月10日…烏丸せつこ

### 2014年
- 02月18日…生瀬勝久･池田成志･勝地涼（電話出演）
- 03月25日…YO-KING･勝地涼（電話出演）
- 04月22日…津川雅彦
- 05月06日...小栗旬（冒頭に飛び入りのサプライズ出演）
- 06月10日…小栗旬･勝地涼
- 07月01日…三宅弘城
- 07月29日…皆川猿時
- 08月05日…津田寛治（舞台公演中の宮藤が間に合わないので冒頭から到着まで代打パーソナリティとしても出演）
- 08月12日…谷中敦（舞台公演中の宮藤が間に合わないので冒頭から到着まで代打パーソナリティとしても出演）
- 09月09日…皆川猿時・阿部サダヲ（どちらも電話出演）
- 09月16日…古田新太
- 09月23日…ザ・たこさん
- 10月21日…勝地涼・中島美嘉・向井秀徳・坂井真紀（電話出演）
- 11月11日…荒川良々
- 12月16日…えなりかずき・永山絢斗

### 2015年
- 02月17日…みうらじゅん
- 02月24日…大竹しのぶ
- 03月10日…斉藤由貴（舞台公演中の宮藤が間に合わないので冒頭から到着まで代打パーソナリティとしても出演）
- 03月17日…マキタスポーツ（舞台公演中の宮藤が間に合わないので冒頭から到着まで代打パーソナリティとしても出演）
- 04月7日…太賀、麻生久美子（電話出演）、安藤玉恵（電話出演）、岩松了（電話出演）
- 06月9日…高田文夫
- 07月7日…横山剣
- 07月14日…勝地涼、彦摩呂
- 07月21日…三宅弘城
- 08月18日…Char
- 08月25日…阿部サダヲ

### 2016年
- 01月1日…益田トッシュ
- 04月1日…松坂桃李
- 06月3日…向井秀徳
- 07月1日…長瀬智也、神木隆之介（当初は2月放送回に出演予定だったが、映画『TOO YOUNG TO DIE!』の公開が延期されそのために延期されていた。）

### 2017年
- 01月6日…皆川猿時
- 09月1日…勝地涼
- 11月3日…伊勢志摩
- 12月1日…夏帆

### 2018年
- 02月2日…坂井真紀、三宅弘城
- 03月9日…河原雅彦
- 04月6日…松坂桃李
- 06月1日…チャットモンチー
- 07月6日…石井岳龍
- 10月5日…阿部サダヲ
- 11月2日…三宅弘城

### 2019年
- 01月4日…峯田和伸

## 代理番組

### 2013年
- 12月24日 - AKB48・ラジオチャリティーミュージックソンスペシャル（出演：高橋みなみ、西川貴教 進行：垣花正）[16]
- 12月31日 - お笑い年またぎSP（出演：ほたるゲンジ、磁石、どきどきキャンプ、タイムボム、マシンガンズ、ウエストランド、エレファントジョン、アシスタント：藤崎ミシェル、ゲスト：佐藤美希、放送時間：22:00 - 25:00[17]）

### 2014年
- 8月26日 - THE ALFEE
- 12月9日 - 田中将大
- 12月30日 - Shiggy Jr.

### 2015年
- 3月24日 - 綾小路翔（氣志團）と武田梨奈
- 4月21日 - 小林克也・〜わが人生の一曲 My Best 1〜

## 受賞歴
- 平成26年度・日本民間放送連盟賞ラジオ生ワイド部門・東京地区第1位（2014年4月22日放送分・なお、全国審査がない為、このまま入選）[18][19][20]

## テーマ曲
- エンディングテーマ：JINXS（歌・烏丸せつこ）

## スタッフ
- 構成：細川徹、宮澤一彰[21]
- ディレクター:初代・小川勇樹、2代目・角銅秀人、3代目・鈴木賢一